# Fritz von Wille
Pour les articles homonymes, voir Wille.

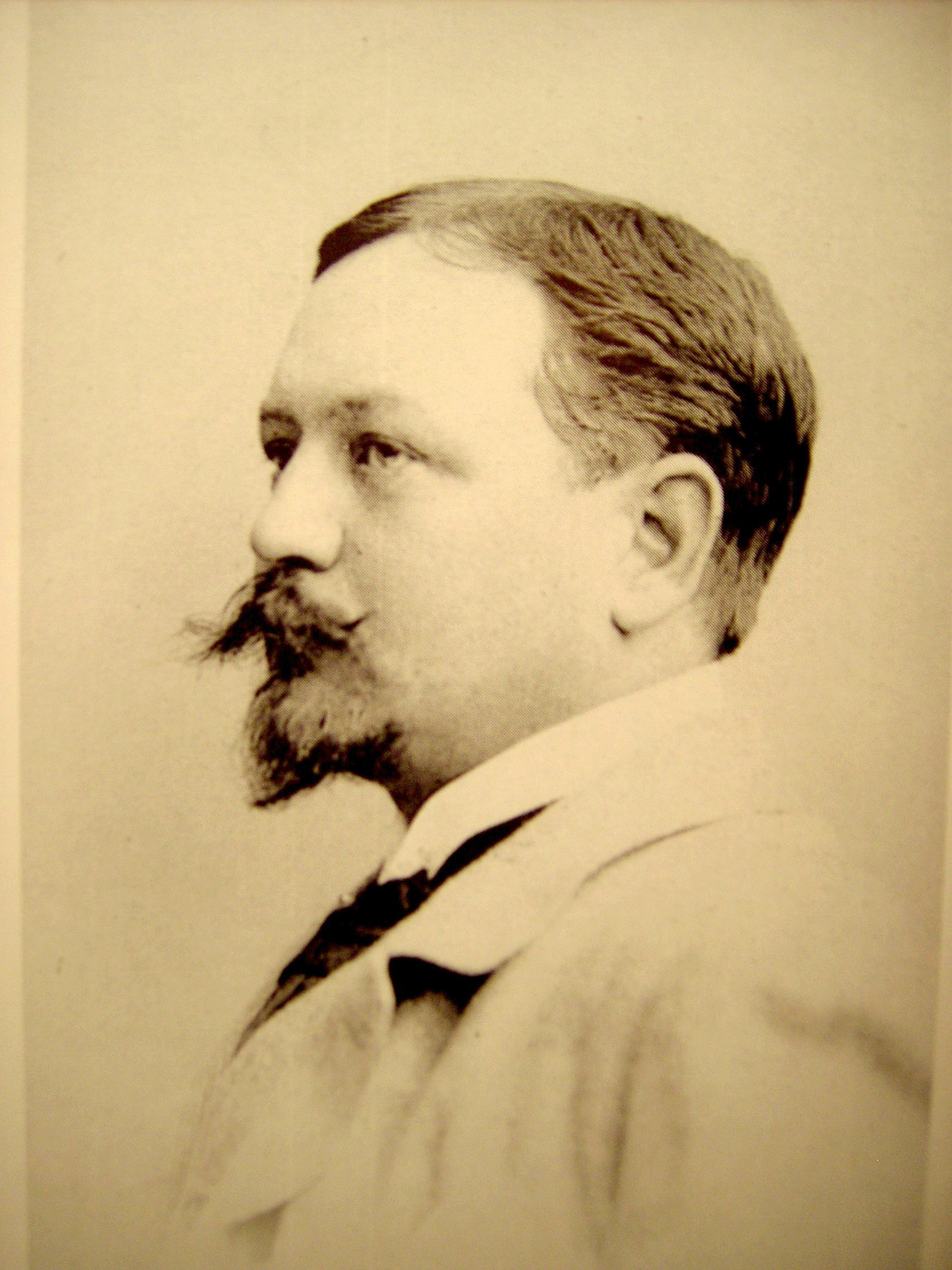
Fritz von Wille, 1892

Friedrich (Fritz) Gustav August Julius Philipp Rudolf von Wille (né le 21 avril 1860 à Weimar et mort le 16 février 1941 à Düsseldorf), professeur, est un peintre paysagiste allemand et propriétaire du château de Kerpen (de) (1911-1941). Il est considéré comme un peintre important de l'Eifel (de).

## Famille
Von Wille est issu d'une famille hessoise, anoblie en 1780. Il est le fils du couple d'artistes August von Wille (1828-1887) et de sa femme Clara (née von Böttcher, 1837-1883). Son père, paysagiste et peintre de genre de la fin du romantisme, est nommé à l'école des beaux-arts de Weimar en 1859 par le grand-duc Charles-Alexandre de Saxe-Weimar-Eisenach. Sa mère, élève de la peintre française Rosa Bonheur, est peintre animalier.
Von Wille grandit à Düsseldorf à partir de 1863. Il se marie le 20 août 1892 à Neuwied avec Auguste Schneider, dit "Gustl", (née le 13 septembre 1872 à Neuwied et morte le 28 mai 1941 à Düsseldorf), la fille du fabricant de tabac Otto Schneider et de Maria vom Rath. Le couple démanage ensuite à Rosenstraße 54 à Düsseldorf.[réf. nécessaire]
Le couple a deux fils : Otto (1901-1977) et Fritz jr. (1903-1972). Otto von Wille (de) devient un peintre de formation académique comme son père et son grand-père. Il se spécialise dans les portraits et les paysages.

## Carrière et développement artistique

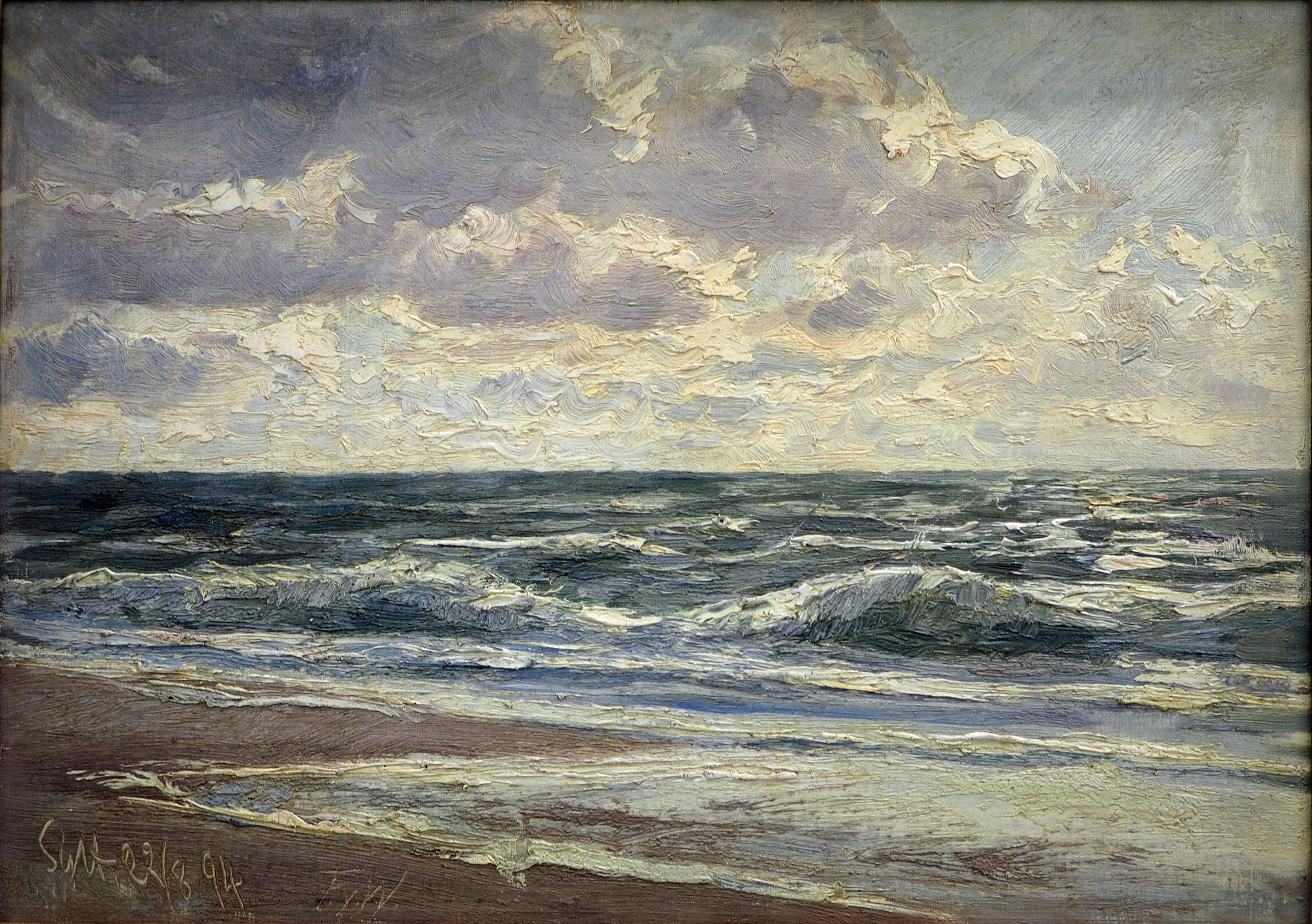
Brise de mer sur l'île de Sylt, 1894

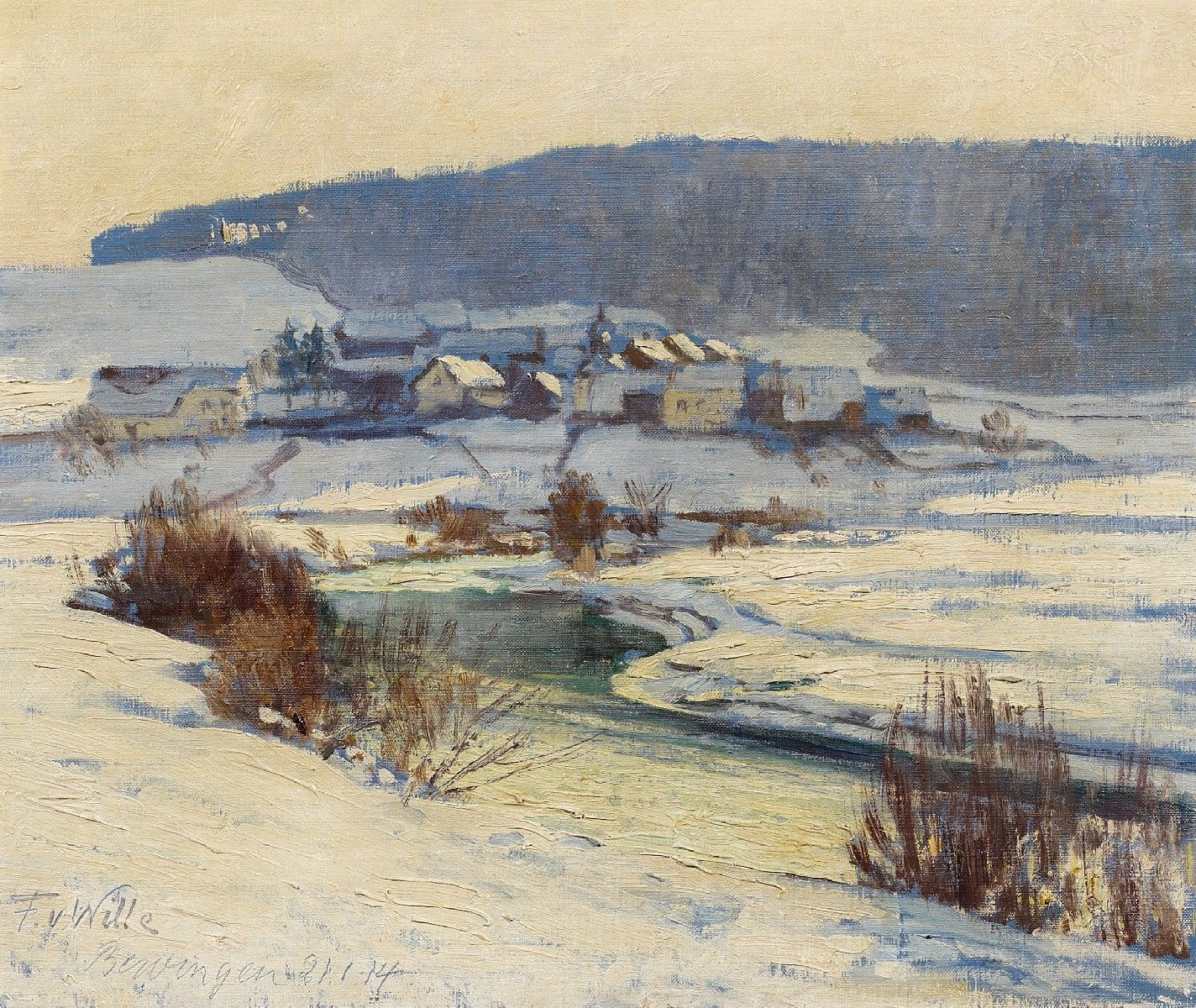
L'hiver à Bewingen, 1914

Wille fait partie des peintres paysagistes de l'école de peinture de Düsseldorf. De 1879 à 1882 il étudie à l'Académie des beaux-arts de Düsseldorf. En 1880, il étudie à la classe élémentaire avec Andreas Müller et Heinrich Lauenstein, puis la classe d'antiquité et nature de Peter Janssen l'Ancien. Les premières études montrent que Wille peint déjà des croquis d'après nature en 1879; en tant que peintre paysagiste, il se développe de manière autodidacte.
Dans les années 1880, il entreprend de nombreux voyages à travers les États allemands (notamment Hesse, Harz, Forêt-Noire, Thuringe, Rhin moyen, Lahn et Sieg). En 1885, 1886 et 1891, il visite la Riviera italienne. Il séjourne en Norvège en 1904 et 1925. Ces trajets sont documentés par des croquis in situ, souvent datés du jour exact.
Au début de sa carrière, Wille est stylistiquement influencé par son père August. Jusqu'à sa mort en 1887, il signe fréquemment « Fritz von Wille jr. » pour éviter toute confusion avec l'œuvre de son père, qui travaille également à Düsseldorf. À partir de 1886, il est membre de l'association d'artistes de Düsseldorf Malkasten.
Dans les années 1880, Wille s'oriente vers le réalisme détaillé de l'école de peinture de Düsseldorf. Il peint des tableaux conçus de manière romantique et méticuleusement exécutés. Surtout dans ses études, il trouve rapidement son chemin de la peinture linéaire aux coups de pinceau lâches et impressionnistes et des détails rapprochés de la nature aux vastes panoramas de paysages. Les peintures de paysage de Wille montrent des éléments caractéristiques de la peinture de paysage de Düsseldorf du XIXe siècle depuis Johann Wilhelm Schirmer : ciel nuageux comme porteur d'ambiance, éclairage spécial et scènes secondaires. Depuis ses voyages en Italie, Wille égaie sa coloration. Au cours de ces années, il s'appuie sur Oswald Achenbach. La coloration chromatiquement graduée des années 1890 remonte à l'influence d'Eugen Gustav Dücker.
À partir de 1885, Wille se rend régulièrement dans l'Eifel. Il y a une résidence secondaire pendant les mois d'été de 1899 : 1899 à 1905 dans la maison "Friedrichsruh" à Reifferscheid, 1905 à 1907 au château de Dalbenden (de) à Kall-Urft, puis au "Liebfrauenhof" à Reifferscheid, avant de déménager avec sa famille. en 1911 au château de Kerpen (de), qu'il a acquis la même année.
Dans la première décennie du XXe siècle, Wille devient un spécialiste de la représentation de l'Eifel, comme en témoigne son exposition personnelle "Collection Eifel" de 1904-05 à la Galerie d'art de Düsseldorf (de) . Même de son vivant, il est surnommé "le peintre de l'Eifel". Depuis 1895, Wille a reçu plusieurs médailles pour ses peintures. Plusieurs musées, dont ceux de Berlin, Cologne, Düsseldorf, Krefeld, Düren, Aix-la-Chapelle, Bonn et Stuttgart, achètent ses tableaux. En 1908, l'empereur Guillaume II acquit ce qui est probablement la première version du tableau La fleur bleue à la grande exposition d'art de Berlin. Wille a fait plusieurs reproductions de l'image impériale en tant qu'œuvres commandées. En 1910, il reçoit le titre de professeur, qui n'est cependant pas associé à l'enseignement. En 1911, après avoir rencontré l'empereur Guillaume II à Daun, il reçoit l'ordre de l'Aigle rouge de 4e classe. En 1911 et 1913, Wille décore les maisons du quartier de Daun et de Wittlich avec sept peintures murales grand format chacune. Depuis son installation au château de Kerpen (1911), il inclut de plus en plus dans son répertoire des motifs du sud de l'Eifel et de la Moselle.[réf. nécessaire]
Pendant la Première Guerre mondiale, il est adjoint d'officier dans le "bataillon Elberfeld Landsturm" stationné à Nivelles.
Indépendamment des évolutions artistiques récentes telles que le « Sonderbund » fondé à Düsseldorf en 1909, Wille reste fidèle à son style. Après la Première Guerre mondiale, pratiquement aucune composition remarquable n'est créée. Wille réalise de nombreuses répliques qui n'ont plus la qualité des premières versions. Il perd sa fortune à cause de l'inflation et connaît de graves difficultés économiques. Dans les années 1930, il tente de s'adapter aux goûts contemporains avec un succès modéré.
Will est mort le 16 février 1941 dans son atelier de Düsseldorf. Le 21 février 1941, il est transféré à Kerpen et inhumé dans la crypte familiale derrière le château. Il a fait concevoir le mausolée avec le gros rocher selon ses propres conceptions de son vivant.

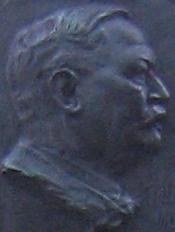
Portrait de Fritz von Willes sur sa pierre tombale

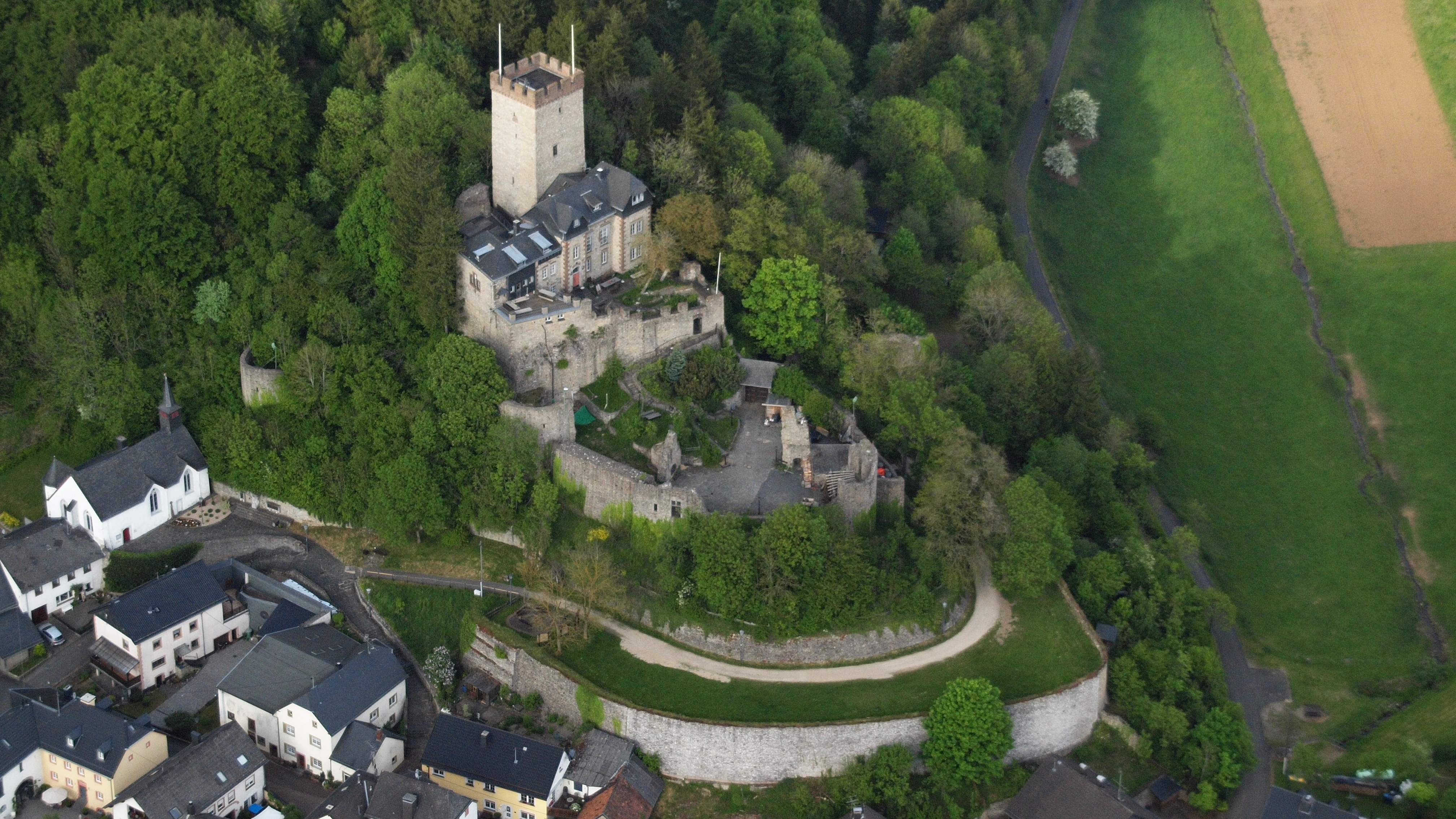
Château de Kerpen, vue aérienne (2015)

La plus grande collection de ses œuvres se trouve au "musée Fritz-von-Wille" dans le centre culturel "Haus Beda" à Bitburg. Une centaine de tableaux de toutes les phases de la création peuvent y être admirés, dont deux exemplaires de la "Fleur bleue" et d'autres œuvres majeures comme Ein klarer Tag (1906), Sommertag in der Eifel (1907), Einsamkeit, Mosenberg (1911), Mühle bei Daun und Burg Reifferscheid im Winter. Outre les motifs de l'Eifel, la collection se concentre également sur d'importantes œuvres anciennes telles queHerbstabend bei Kloster Walkenried (1884), Kloster Hirsau/Schwarzwald (vor 1887), Aufsteigendes Gewitter an der Riviera di Ponente (1892).

## Signification
Avant la Première Guerre mondiale, von Wille était considéré "comme l'un des 'princes des artistes' de la peinture de Düsseldorf". Il fait partie des peintres d'importance régionale qui, après le tournant du siècle, conservent les compositions traditionnelles et le style de la fin du XIXe siècle. Les œuvres de Wille ont été reproduites dans des magazines, des calendriers ou sous forme d'impressions d'art.[réf. nécessaire]
Ses peintures contribuent à changer positivement l'image de l'Eifel. Contrairement à ses "découvreurs artistiques", Johann Wilhelm Schirmer (1807-1863) et Carl Friedrich Lessing (1808-1880), dont les esquisses servent de modèles pour des paysages idéaux de grand format, Wille créé des paysages-portraits déterminables topographiquement. Certaines de ses peintures documentent les caractéristiques géologiques de l'Eifel, comme le maar de Weinfeld (de) (également appelé Totenmaar), qu'il représente à nouveau dans son dernier tableau.

## Hommages
Il y a une Fritz-von-Wille-Straße à Düsseldorf, Trèves-Tarforst et Kerpen, et une Fritz-von-Wille-Weg à Hellenthal-Reifferscheid.

## Séquences d'images
- Karl von Perfall und Fritz von Wille: Die Eifel im Wechsel der Jahreszeiten – Zwanzig farbige Reproduktionen nach den bedeutendsten Gemälden von Fritz von Wille. Köln 1914.
- Ludwig Mathar (de); Fritz von Wille: Mit Pinsel und Palette von den Eifelbergen ins Moseltal – Eine neue Bilderfolge von Fritz von Wille. Eingeleitet von Ludwig Mathar, Wittlich 1933.
- Peter Kremer (de); Fritz von Wille: Einkehr zur Freude – Eine Bilderfolge. Eingeleitet durch eine Erzählung von Peter Kremer, Wittlich 1935.